# Czabarka György
Czabarka György (Czaby) (Ambrózfalva, 1924. január 17. – Budapest, 2009. január 16.) Balázs Béla-díjas magyar operatőr, érdemes- és kiváló művész, a Magyar Televízió örökös tagja. Fia, Czabarka Péter (1952) operatőr.

## Életpályája
Szülei: Czabarka György és Zsolnay Erzsébet voltak. 1946–1947 között a prágai Képzőművészeti Főiskola festőművész szakán tanult. 1948–1952 között a Színház- és Filmművészeti Főiskola operatőr szakos hallgatója volt. 1952–1958 között a Magyar Híradó- és Dokumentumfilmgyárban dolgozott. 1958–1999 között a Magyar Televízió operatőre, 2004-től örökös tagja volt.

## Filmjei
| - Veréb utcai csata (1959) - Egy, kettő, három (1959) - Nő a barakkban (1961) - Cédula a telefonkönyvben (1961) - Epeiosz akció (1962) - Ne éljek, ha nem igaz! (1962) - Elektra (1962) - Bemutatjuk Neményi Lilit (1962) - Fáklyaláng (1963) - Az utolsó budai basa (1963) - Ezer év (1963) - Csiribi (1964) - Kocsonya Mihály házassága (1965) - A helység kalapácsa (1965) - Othello Gyulaházán (1966) - Úton (1966) - Társasjáték (1967) - Mondd a neved (1967) - Irány Mexikó! (1968) - A koppányi aga testamentuma (1968) - Sárga rózsa (1968) - Ketrec (1968) - Üvegkalitka (1970) - Igéző (1970) - A revizor (1970) - Só Mihály kalandjai (1970) - A fekete város (1971) - Danaida (1971) - Vidám elefántkór (1971) - Zrínyi (1973) - Csalódások (1973) - Ficzek úr (1974) - Szörnyeteg (1974) - A sas meg a sasfiók (1975) - Tornyot választok (1975) - Sakk, Kempelen úr! (1976) - A szerelem bolondjai (1977) - A szabin nők elrablása (1977) - A zöldköves gyűrű (1977) - Császárlátogatás (1977) - A bosszú (1977) - A fantasztikum betör a detektívregénybe, avagy Daibret felügyelő utolsó nyomozása (1977) - Zokogó majom (1978) - Mire a levelek lehullanak… (1978) - A Danton-ügy (1978) - Bodnárné (1978) - Forró mezők (1978) - Ingyenélők (1979) - Kiálts város! (1979) - Csupajóvár (1980) - Nagyvizit (1981) - Papucshős (1983) - Szerelmes sznobok (1983) - Özvegy és leánya (1983) - Szent Kristóf kápolnája (1983) - A vén bakancsos és fia, a huszár (1985) - Lenkey tábornok (1985) - Egy gazdag hölgy szeszélye (1987) - Freytag testvérek (1989) - A főügyész felesége (1989) | - Magyar Elektra (1965) - Barbárok (1966) - Régen volt háború (1968) - Hat köpeny (1973) - A törökfejes kopja (1973) |

## Díjai
- Balázs Béla-díj (1962)
- Arany Nimfa-díj (1962, 1964)
- Arany Lótusz-díj (1966)
- Kincsesláda-díj (1972)
- Érdemes művész (1973)
- Operatőri különdíj (1973, 1978)
- Kiváló művész (1981)
- Operatőri életműdíj (2000)